# 464
464 је била преступна година.

## Догађаји
- Олибрије је изабран за римског конзула на Источном двору у Цариграду.
- Свеви у Галицији (Северна Шпанија) уједињен је под краљем Ремисмундом.
- Краљ Теодорих II шаље Ремисмунду поклоне (за признање његовог краљевства), укључујући оружје, и готску принцезу за жену.
- Егидије умире (вероватно отрован) и наслеђује га његов син Сијагрије, који постаје владар Соасонске области (Галија).